# Platja Colon
La platja Colon és una platja de roca, situada a la Colònia de Sant Jordi, Davant la plaça Colon, d'on li ve el nom. Aquesta platja està formada per una plataforma de roca plana, i que hi ha gran quantitat de basses d'aigua marina plens de cabots de fang. La platja és poc freqüentada per banyistes.